# Enoftalmo
Per enoftalmo in campo medico, si intende lo spostamento dell'occhio o meglio del bulbo oculare verso l'interno, in profondità rispetto alla sua condizione normale. La condizione è simile alla ptosi palpebrale per cui spesso si confonde. Può indurre diplopia, il suo contrario si chiama esoftalmo.

## Patologie correlate
Si riscontra in paralisi o interessamento del simpatico cervicale (sindrome di Bernard-Horner) o in gravi stati febbrili.

## Eziologia
Le cause sono dovute sia a fattori esterni come lesioni violente in seguito ad eventi traumatici ma anche fattori interni come anomalie in seguito allo sviluppo della persona.